# 阪元裕吾
阪元 裕吾（さかもと ゆうご、1996年1月18日 - ）は、日本の映画監督。大阪府大阪市出身。

## 略歴
京都造形芸術大学（現京都芸術大学）在学中に制作した『べー。』 で「学生残酷映画祭2016」グランプリを受賞し、『ハングマンズ・ノット』で「カナザワ映画祭2017」の「期待の新人監督」賞を受賞。『ファミリー☆ウォーズ』で商業映画デビュー。
2022年、 髙石あかり、伊澤彩織を起用した映画『ベイビーわるきゅーれ』で第31回日本映画批評家大賞の新人監督賞を受賞した。
2025年、池松壮亮、森七菜を起用した短編映画『変な声』がアジア最大の国際短編映画祭ショートショートフィルムフェスティバル＆アジア2025の話題賞を受賞。本作はクリープハイプの楽曲である「天の声」に着想を得る形で制作され、クリープハイプのアルバム「こんなところに居たのかやっと見つけたよ」の初回限定盤に付属するBlu-rayに収録されていた。

## 人物
アクション、バイオレンス作品を得意とする。お手本とするべきは「ハリウッドではなく、週刊少年ジャンプ」としている。
西村喜廣監督や小林勇貴監督とは同じバイオレンスやアクションを扱う監督という繋がりから旧知の仲であり、互いにイベントや対談を行うなど深い交友関係がある。
アクション映画の面白さに目覚めたのは、「小4くらいの時に観た、ブルース・ウィリス主演『ダイ・ハード』」。大きな衝撃を受けたのは、インドネシア映画の『ザ・レイド』。

## 受賞歴
2022年
- 第31回日本映画批評家大賞 新人監督賞（『ベイビーわるきゅーれ』）

2024年
- おおさかシネマフェスティバル2024 新人監督賞（『ベイビーわるきゅーれ 2ベイビー』）

## 作品

### 映画

#### 監督
- べー。（2016年）
- ぱん。（2017年） ※辻凪子と共同監督
- スロータージャップ（2017年）
- クレイジーアイランド 奈緒美の愛と青春と狂気の爆走ロード（2017年） ※辻凪子と共同監督
- 修羅ランド（2017年）
- ハングマンズ・ノット（2017年）
- ファミリー☆ウォーズ（2018年）
- 最強殺し屋伝説国岡シリーズ
  - 最強殺し屋伝説国岡（2019年）
  - グリーンバレット 最強殺し屋伝説国岡［合宿編］（2022年、当初のタイトルは『ミスマガジン、全員殺し屋』だった）
  - 最強殺し屋伝説国岡 外伝 国岡ツアーズ大阪編 蘇る金のドラゴン・なにわアサシンの逆襲（2022年）
  - フレイムユニオン 最強殺し屋伝説国岡 [私闘編]（2025年）
- ある用務員（2021年）
- ベイビーわるきゅーれシリーズ
  - ベイビーわるきゅーれ（2021年）[10]
  - ベイビーわるきゅーれ 2ベイビー（2023年）[15]
  - ベイビーわるきゅーれ ナイスデイズ（2024年）[16]
- 黄龍の村（2021年）[17][9]
- ネムルバカ（2025年）

#### 脚本
- ゴーストキラー（2025年）

### ドラマ
- すじぼり（2019年）
- 「国岡」× BBC（2019年、全2話）- ファッションブランド「BLACK BRAIN Clothing」とのコラボムービー。第1話を同ブランドの事務所で撮影した。
- ベイビーわるきゅーれ エブリデイ!（2024年、テレビ東京） - 脚本・監督

### 舞台
- 大都怪（2025年6月28日 - 29日、新宿村LIVE）- 作・演出・出演

### 漫画
・上京コロシヤ娘（2025年3月5日発売）- 原作